# San Girolamo (Guercino Napoli)
Il San Girolamo (o San Girolamo penitente) è un dipinto a olio su tela (120×90 cm) di Guercino, databile tra il 1640 e il 1650 circa e conservato nel Palazzo Reale di Napoli.

## Storia e descrizione
Non si hanno informazioni puntuali sulla provenienza del dipinto, la critica novecentesca ha infatti ritenuto collocare la committenza con una serie di personalità che figurano nel Libro dei conti del Guercino, dov'erano registrati tutti i pagamenti ricevuti. Tra quelli avvenuti in favore del pittore nell'arco temporale che va dal 1640 al 1650, decennio in cui è ritenuta databile la tela di Napoli, figurano come possibili committenti personaggi provenienti da Cento, Ferrara e Bologna, per una somma che andava dai 50 ai 67 scudi circa.
Le informazioni inerenti alla tela si rivelano più puntuali a partire dal 1680, la medesima infatti è registrata entro la collezione Farnese (di cui non è noto come sia confluita nella raccolta) del palazzo del Giardino di Parma: «Un quadro alto braccia due, oncie due, e meza, largo braccia uno, oncie undeci. S. Girolamo con le mani in croce, e davanti un Christo, che è sopra un sasso, con gran libro aperto, alla destra un calamaro e penna, del Guerzino da Cento n. 561». Nel 1734, prima di passare a Napoli, il San Girolamo era invece registrato nel palazzo Ducale di Parma: «Originale del Guercini [...] S.Gerolamo avanti un Crocefisso.».
Con l'ascesa al trono del regno di Napoli di Carlo III di Spagna, figlio di Elisabetta Farnese, ultima discente del ramo nobiliare, a partire dal 1734 avvenne il trasferimento della collezione farnesiana nella città partenopea, che quindi interessò anche la tela del Guercino.
Finita nell'oblio, l'opera fu rivalutata dalla critica solo sul finire del Novecento: fu identificata nell'abbazia di Montevergine ad Avellino come opera proveniente dai depositi di Capodimonte sotto l'attribuzione a Francesco Di Maria.
Il dipinto sin dalla sua riscoperta si presentava già in buone condizioni. Lo stile è in linea con quello del maestro bolognese negli anni '40 e '50 del Seicento, successivo al suo ritorno da Roma nel 1623, e quindi dalle sue opere giovanili. Il santo presenta nella stesura della barba e dei capelli delle qualità stilistiche vicine a quelle del Dio Padre del Museo nazionale di Varsavia o del San Pietro della National Galleries of Scotland, entrambi degli stessi anni.
Il San Girolamo ebbe le medesime vicissitudini e sorti di un'altra opera del Guercino, il Sogno di san Giuseppe, anch'esso proveniente dalla collezione Farnese e poi giunto al Palazzo Reale di Napoli.